# Vasco Bergamaschi
Vasco Bergamaschi (San Giacomo delle Segnate, 29 september 1909 – Sermide, 24 september 1979) was een Italiaans wielrenner. Hij begon zijn loopbaan als gewone knecht van Learco Guerra, maar werd na verloop van tijd zijn meesterknecht. In 1935 won hij naast enkele etappes in de Ronde van Italië ook het eindklassement. Datzelfde jaar won hij ook een etappe in de Ronde van Frankrijk. Nadat hij stopte met fietsen bleef hij actief in de wielersport als ploegleider.

## Belangrijkste overwinningen
1930
Ronde van Hongarije
Coppa Collecchio
Coppa del Re
1935
1e etappe Ronde van Italië
11e etappe Ronde van Italië
Eindklassement Ronde van Italië
13e etappe deel A Ronde van Frankrijk
Ronde van Veneto
1937
Bolzano
Circuito di Novi Ligure (Memorial Fausto Coppi)
Coppa Buttafuocchi Revere
Novi Ligure
1939
Coppa Federale Pisa
1e etappe Ronde van Italië
1940
Milaan-Modena
1941
?e etappe Staffeta del Ventennale

## Resultaten in voornaamste wedstrijden
| Jaar | Ronde van Italië | Ronde van Frankrijk | Ronde van Spanje |
| ---- | ---------------- | ------------------- | ---------------- |
| 1932 | 36e              |                     |                  |
| 1933 | opgave           | 39e                 |                  |
| 1934 | opgave           | opgave              |                  |
| 1935 | ↑ (2)            | opgave (1)          |                  |
| 1936 | 8e               |                     |                  |
| 1937 | 18e              |                     |                  |
| 1938 |                  | 33e                 |                  |
| 1939 | 23e (1)          |                     |                  |
| 1940 | opgave           |                     |                  |
| 1941 |                  |                     |                  |
| 1942 |                  |                     |                  |

| Jaar | Milaan-San Remo | Ronde van Lombardije |  | WK op de weg |
| ---- | --------------- | -------------------- |  | ------------ |
| 1932 | 46e             |                      |  |              |
| 1933 |                 | 33e                  |  |              |
| 1934 |                 | 13e                  |  | 15e          |
| 1935 | 17e             |                      |  |              |
| 1936 | 13e             | 21e                  |  |              |
| 1937 | 35e             |                      |  |              |
| 1938 |                 |                      |  |              |
| 1939 |                 |                      |  |              |
| 1940 | 10e             |                      |  |              |
| 1941 |                 | 10e                  |  |              |
| 1942 | 28e             | 7e                   |  |              |